# Chippis
Chippis (zastarale německy Zippis) je obec ve švýcarském kantonu Valais. Leží v okrese Sierre v převážně frankofonní části kantonu. Žije zde přibližně 1 600 obyvatel.

## Geografie
Obec leží na levém, jižním břehu řeky Rhôny a před vtokem do Rhôny ji z jihu protéká řeka Navisence. Potok také rozděluje obec na osídlenou oblast na západě a průmyslovou zónu se slévárnou hliníku na východním břehu. Sousedními obcemi jsou okresní město Sierre na severu, Chalais na jihozápadě a Anniviers na jihovýchodě.

## Historie

Chippis s hliníkárenským závodem (1955)

První zmínka pod názvem Sepils pochází z 11. století. O nejstarší historii Chippis je známo málo. Jediným viditelným svědectvím je zřícenina hradu Beauregard, zřejmě z 12. století, nicméně o šlechtickém rodu z této obce neexistují žádné doklady. Obec patřila biskupství Sierre a první listina obce je zmiňována v roce 1449. V letech 1798–1815 byla obec spojena s Chalais. Poté se stala samostatnou obcí a své současné hranice získala výměnou pozemků se Sierre. Do roku 1856 byla kaple Saint-Urbain (připomínaná v roce 1278) závislá na Chalais, poté se stal Chippis samostatnou farností.
Časté záplavy na řece Navisence (zejména v roce 1834) si vynutily korekce řeky. Po vybudování silnice do Simplonu po pravé straně údolí (1802–1810) byla obec odříznuta od dopravy až do vybudování pevného mostu v roce 1879. V roce 1853 ve vsi zuřil požár. Průmyslová výstavba začala v 19. století: v roce 1834 vznikla laboratoř na analýzu kobaltu, kolem roku 1856 se těžil nikl a stříbronosné olovo, do roku 1936 sádrovec, křemen, pálené vápno, hořčík, hrnčířský kámen, červený písek a antracit. V roce 1893 byla na Navisence uvedena do provozu vodní elektrárna. Výstavba hliníkárny roku 1905 vedla k průmyslovému a demografickému rozmachu a k silným vazbám mezi obcí Chippis a městem Sierre. Závod se stal průmyslovým centrem celého regionu.

## Obyvatelstvo

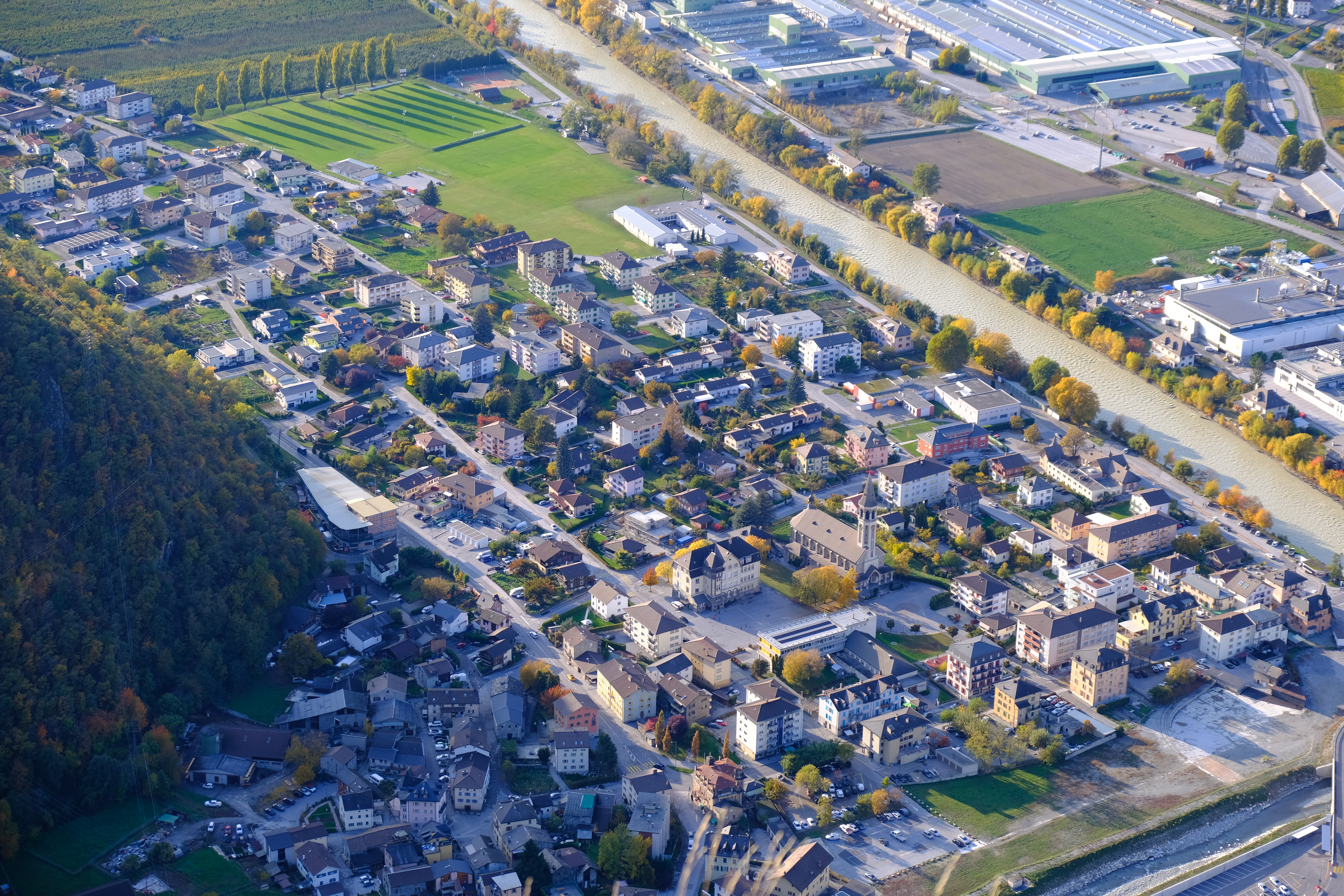
Pohled na obec od hradu Beauregard

| Rok            | 1798 | 1850 | 1900 | 1910 | 1950 | 1990 | 2000 | 2010 | 2012 | 2014 | 2016 |
| Počet obyvatel | 67   | 166  | 282  | 887  | 978  | 1635 | 1491 | 1602 | 1667 | 1651 | 1615 |

## Hospodářství
Nejvýznamnějším zaměstnavatelem v Chippisu je hliníkárenská skupina Constellium, která provozuje slévárnu hliníku východně od řeky Navisence. Stejně tak se v Chippisu nachází učňovské středisko této společnosti, které od roku 2019 provozuje kanton Valais.

## Doprava
Obec nemá železniční spojení, nejbližší stanice v Sierre však leží na důležité Simplonské dráze. Obsluhují jej vlaky Švýcarských spolkových drah (SBB) všech kategorií, s přímými spoji až do Ženevy a Milána. Dopravní obslužnost obce zajišťují žluté autobusy Postauto.
Do Chippis se lze dostat přes sjezd č. 28 (Sierre-Ouest) na dálnici A9. Z něj pokračují do obce regionální silnice.

## Osobnosti
- Robert Dill-Bundi (* 1958), švýcarský cyklista